# Weiden Challenger 1994
Il Weiden Challenger 1994 è stato un torneo di tennis facente parte della categoria ATP Challenger Series nell'ambito dell'ATP Challenger Series 1994. Il torneo si è giocato a Weiden in Germania dal 6 al 12 giugno 1994 su campi in terra rossa.

## Vincitori

### Singolare
Mikael Tillström ha battuto in finale  Jens Knippschild con il punteggio di 6–2, 6–4

### Doppio
Tommy Ho /  Nuno Marques hanno battuto in finale  Eyal Ran /  Gabriel Silberstein con il punteggio di 6–3, 6–1